# Chardonney-sur-Morges
Chardonney-sur-Morges (toponimo francese) è una frazione del comune svizzero di Bussy-Chardonney, nel Canton Vaud (distretto di Morges).

## Storia

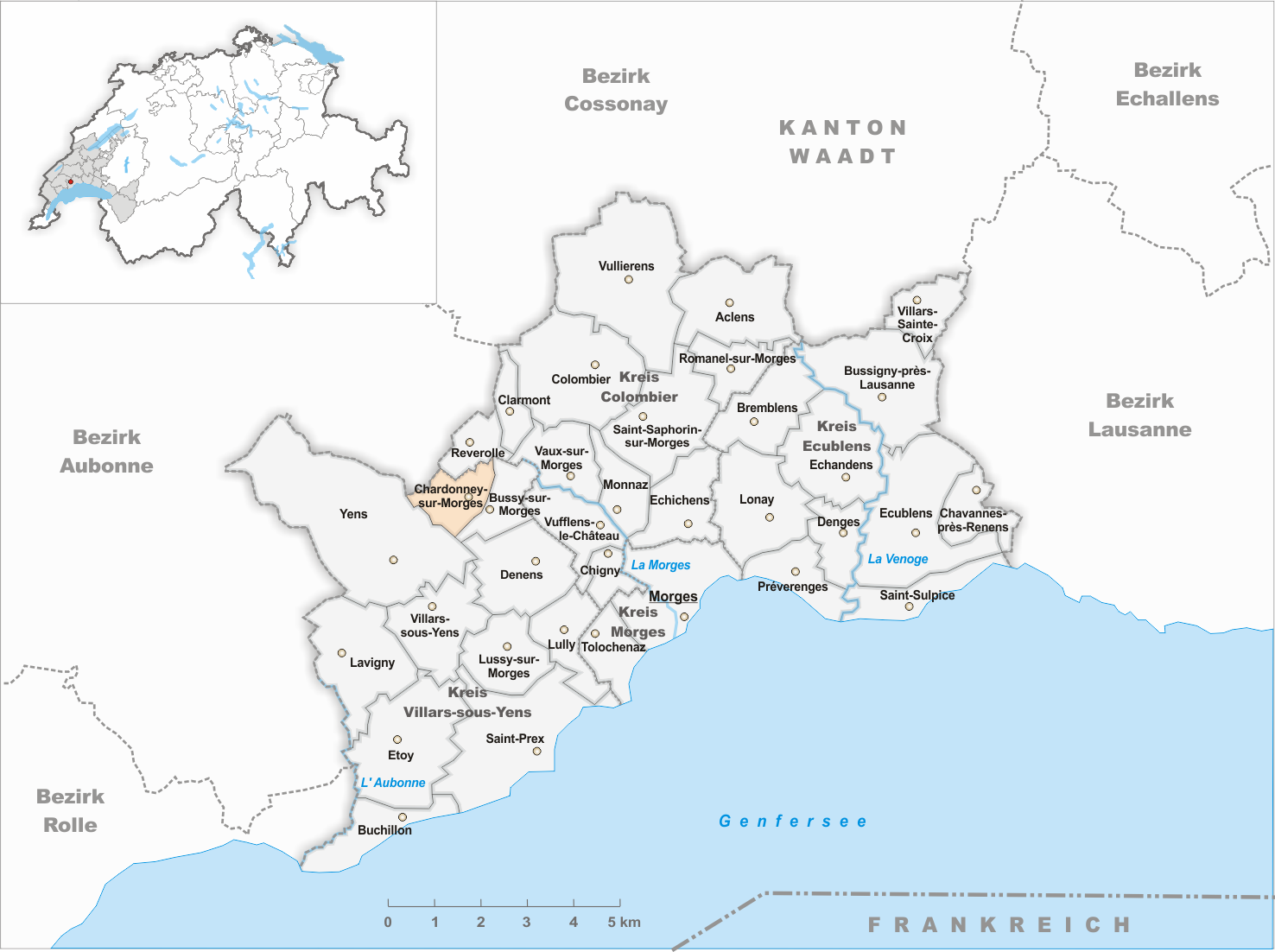
Il territorio del comune di Chardonney-sur-Morges prima degli accorpamenti comunali del 1961

Già comune autonomo istituito nel 1819 con la divisione dell'antico comune di Bussy-Chardonney nei nuovi comuni di Bussy-sur-Morges e Chardonney-sur-Morges, nel 1961 è stato nuovamente accorpato al comune soppresso di Bussy-sur-Morges per formare il nuovo comune di Bussy-Chardonney.

## Monumenti e luoghi d'interesse
- Castello di Chardonney, eretto nel XVIII secolo[1].

## Società

### Evoluzione demografica
L'evoluzione demografica è riportata nella seguente tabella:
Abitanti censiti

## Infrastrutture e trasporti

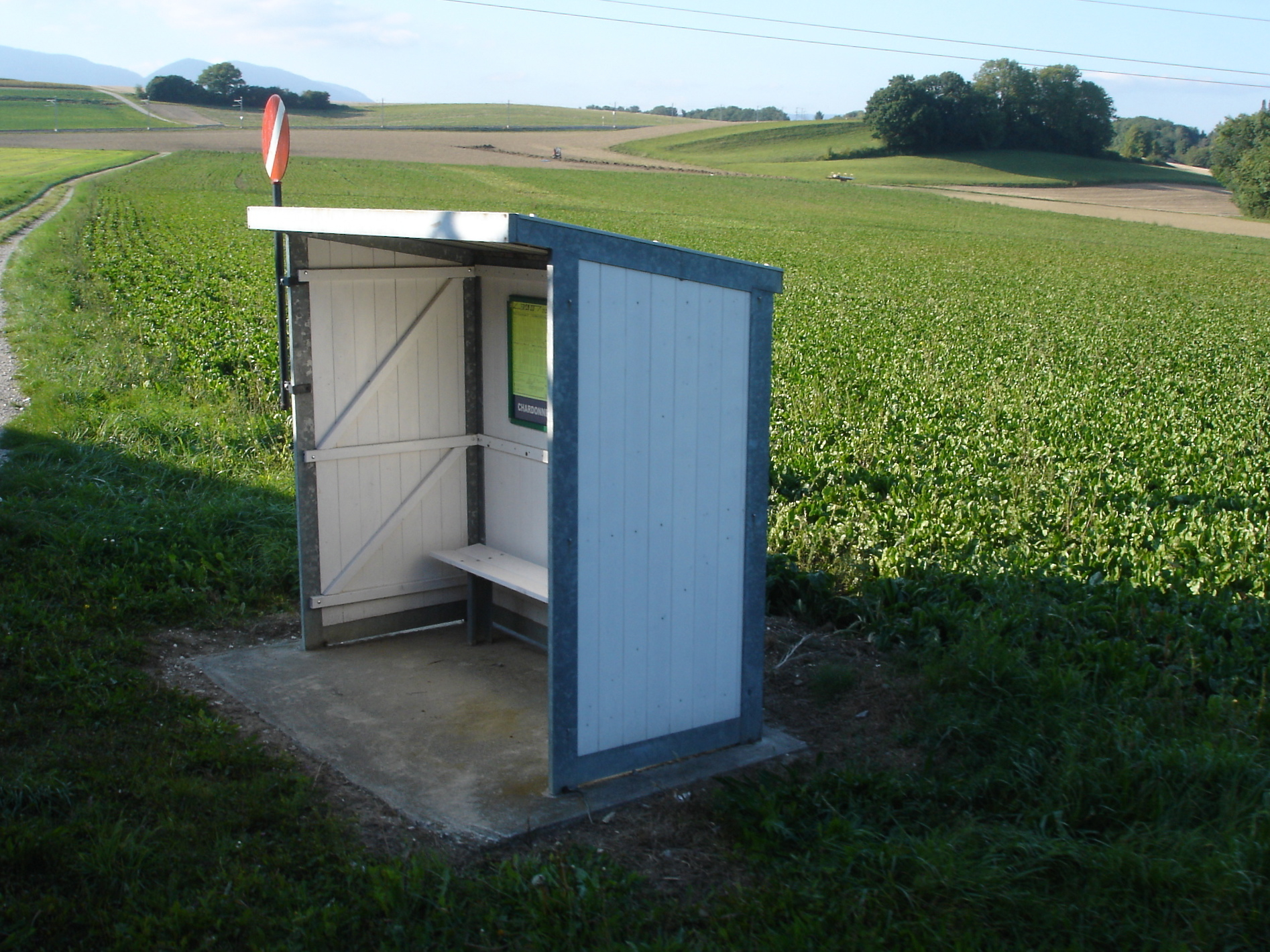
La stazione di Chardonney-Château

Chardonney-sur-Morges è servito dalla stazione di Chardonney-Château sulla ferrovia Bière-Apples-Morges.

## Amministrazione
Ogni famiglia originaria del luogo fa parte del cosiddetto comune patriziale e ha la responsabilità della manutenzione di ogni bene ricadente all'interno dei confini della frazione.